# Крадольф-Шоненберг
Крадольф-Шоненберг (нім. Kradolf-Schönenberg) — громада  в Швейцарії в кантоні Тургау, округ Вайнфельден.

## Географія
Громада розташована на відстані близько 150 км на північний схід від Берна, 22 км на схід від Фрауенфельда.
Крадольф-Шоненберг має площу 11 км², з яких на 14,1% дозволяється будівництво (житлове та будівництво доріг), 59,7% використовуються в сільськогосподарських цілях, 23% зайнято лісами, 3,2% не є продуктивними (річки, льодовики або гори).

## Демографія
2019 року в громаді мешкало 3609 осіб (+9% порівняно з 2010 роком), іноземців було 24,9%. Густота населення становила 330 осіб/км².
За віковим діапазоном населення розподілялося таким чином: 19,5% — особи молодші 20 років, 64,1% — особи у віці 20—64 років, 16,4% — особи у віці 65 років та старші. Було 1585 помешкань (у середньому 2,3 особи в помешканні).
Із загальної кількості 1122 працюючих 89 було зайнятих в первинному секторі, 421 — в обробній промисловості, 612 — в галузі послуг.